# Miłana Safronowa
Miłana Jurjewna Safronowa (ros. Милана Юрьевна Сафронова; ur. 28 kwietnia 1991 r. w Saranie) – kazachska bokserka, brązowa medalistka mistrzostw świata i Azji.

## Kariera
Boks zaczęła trenować w 2009 roku, lecz zrezygnowała w 2012 roku. Po czterech latach postanowiła wrócić do tego sportu.
W kwietniu 2019 roku zdobyła brązowy medal w kategorii do 64 kg podczas mistrzostw Azji w Bangkoku, przegrywając w półfinale z Chinką Dou Dan. W październiku tego samego roku wystąpiła na mistrzostwach świata w Ułan Ude. W półfinale przegrała z Włoszką Angelą Carini, zdobywając brązowy medal.